# Kolarstwo na Letnich Igrzyskach Olimpijskich 1908 – wyścig drużynowy mężczyzn
Wyścig drużynowy mężczyzn był jedną z konkurencji kolarskich na Letnich Igrzyskach Olimpijskich 1908 w Londynie odbyła się 17 lipca 1908. Uczestniczyło 20 zawodników z 5 krajów.

## Wyniki

### Runda 1
Do półfinału awansowali zwycięzcy każdego biegu.

#### Bieg 1
| Miejsce | Zawodnicy                                                    | Państwo         | Czas     |
| ------- | ------------------------------------------------------------ | --------------- | -------- |
| 1       | Benjamin Jones Clarence Kingsbury Leon Meredith Ernest Payne | Wielka Brytania | Walkover |
| 2       | b.d                                                          | Belgia          | DNS      |

#### Bieg 2
| Miejsce | Zawodnicy                                                         | Państwo           | Czas     |
| ------- | ----------------------------------------------------------------- | ----------------- | -------- |
| 1       | William Anderson Walter Andrews Frederick McCarthy William Morton | Kanada            | Walkover |
| 2       | b.d                                                               | Stany Zjednoczone | DNS      |

#### Bieg 3
| Miejsce | Zawodnicy                                                                      | Państwo  | Czas     |
| ------- | ------------------------------------------------------------------------------ | -------- | -------- |
| 1       | Gerard Bosch van Drakestein Antonie Gerrits Dorus Nijland Johannes van Spengen | Holandia | Walkover |

#### Bieg 4
| Miejsce | Zawodnicy                                                    | Państwo              | Czas   |
| ------- | ------------------------------------------------------------ | -------------------- | ------ |
| 1       | Max Götze Richard Katzer Hermann Martens Karl Neumer         | Cesarstwo Niemieckie | 2:25,4 |
| 2       | André Auffray Émile Demangel Émile Marechal Maurice Schilles | Francja              | 2:32,0 |

### Półfinały
Do finału awansowali zwycięzcy każdego biegu.

#### Półfinał 1
| Miejsce | Zawodnicy                                                         | Państwo         | Czas   |
| ------- | ----------------------------------------------------------------- | --------------- | ------ |
| 1       | Benjamin Jones Clarence Kingsbury Leon Meredith Ernest Payne      | Wielka Brytania | 2:19,6 |
| 2       | William Anderson Walter Andrews Frederick McCarthy William Morton | Kanada          | 2:29,2 |

#### Półfinał 2
| Miejsce | Zawodnicy                                                                      | Państwo              | Czas   |
| ------- | ------------------------------------------------------------------------------ | -------------------- | ------ |
| 1       | Max Götze Richard Katzer Hermann Martens Karl Neumer                           | Cesarstwo Niemieckie | 2:31.8 |
| 2       | Gerard Bosch van Drakestein Antonie Gerrits Dorus Nijland Johannes van Spengen | Holandia             | 2:44,0 |

### Finał
| Miejsce | Zawodnicy                                                    | Państwo              | Czas   |
| ------- | ------------------------------------------------------------ | -------------------- | ------ |
| 1       | Benjamin Jones Clarence Kingsbury Leon Meredith Ernest Payne | Wielka Brytania      | 2:18,6 |
| 2       | Max Götze Richard Katzer Hermann Martens Karl Neumer         | Cesarstwo Niemieckie | 2:28,6 |